# Acelyphus digitatus
Acelyphus digitatus är en tvåvingeart som beskrevs av Joaquin A. Tenorio 1969. Acelyphus digitatus ingår i släktet Acelyphus och familjen Celyphidae.
Artens utbredningsområde är Filippinerna. Inga underarter finns listade i Catalogue of Life.